# Richard Thompson (lekkoatleta)
Richard Thompson (ur. 7 czerwca 1985 w Cascade) – trynidadzko-tobagijski lekkoatleta, sprinter. Złoty i dwukrotny srebrny medalista igrzysk olimpijskich (z Pekinu i Londynu), uczestnik igrzysk olimpijskich w Rio de Janeiro i Tokio. Srebrny medalista mistrzostw świata, złoty medalista mistrzostw NACAC oraz mistrzostw Ameryki Srodkowej i Karaibów, medalista igrzysk Wspólnoty Narodów.

## Przebieg kariery
W 2006 roku był uczestnikiem młodzieżowych mistrzostw NACAC, na nich medal zdobył w konkurencji sztafety 4 × 100 m. Rok później zdobył dwa medale seniorskich mistrzostw NACAC (złoty w biegu na 100 m i brązowy w biegu rozstawnym 4 × 100 m), a także wziął udział w mistrzostwach świata w Osace (odpadł w ćwierćfinałowej fazie konkursu biegu na 100 m. W 2008 roku trynidadzko-tobagijska sztafeta 4 × 100 m z udziałem Thompsona wywalczyła złoty medal mistrzostw Ameryki Środkowej i Karaibów.
Wystąpił na igrzyskach olimpijskich w Pekinie, w trakcie których zdobył srebrny medal w konkurencji biegu na 100 m (w finale uzyskał rezultat 9,89 s – o 0,20 s słabszy niż Usaina Bolta, który zarazem ustanowił nowy rekord świata) oraz srebrny medal w biegu rozstawnego 4 × 100 m (ekipa z Trynidadu i Tobago uzyskała w finale czas 38,06). Czternaście lat później tej samej ekipie przyznano jednak złoty medal olimpijski, ponieważ sztafetę jamajską (pierwotnych zwycięzców olimpijskiego konkursu) zdyskwalifikowano z uwagi na udowodnienie u Nesty Cartera stosowania dopingu.
Na mistrzostwach świata w Berlinie zdobył srebrny medal w konkurencji biegu sztafet 4 × 100 m, ponadto zajął 5. miejsce w finale biegu na 100 m. Dwa lata później na kolejnych mistrzostwach globu, rozegranych w Daegu, nie zdołał osiągnąć zadowalających rezultatów – odpadł on w półfinale biegu na 100 m oraz zajął 6. miejsce w biegu sztafet 4 × 100 m.
Na igrzyskach olimpijskich w Londynie wywalczył z kolegami z kadry wicemistrzowski tytuł w konkurencji sztafety 4 × 100 m – w dniu rozgrywania zawodów trynidadzko-tobagijska ekipa uzyskała w finale rezultat czasowy 38,12 plasujący ich na 3. miejscu, jednak później przyznano jej srebrny medal ze względu na dyskwalifikację za doping amerykańskiego sprintera Tysoona Gaya. W konkurencji biegu na 100 m zaś indywidualnie dotarł do finału, który ukończył z czasem 9,98 na 7. miejscu – również po dyskwalifikacji Gaya za doping został przesunięty o pozycję wyżej.
W 2014 zdobył srebrny medal pierwszych w historii IAAF World Relays, który wywalczył z kolegami z kadry w sztafecie 4 × 100 m oraz brązowy medal igrzysk Wspólnoty Narodów (również zdobył go w biegu rozstawnym 4 × 100 m).
W czasie igrzysk olimpijskich w Rio de Janeiro odpadł w eliminacjach biegu na 100 m (uzyskał w tej fazie czas 10,29 plasujący go na 6. miejscu w grupie) oraz wystąpił w finale biegu sztafet 4 × 100 m, w którym trynidadzko-tobagijska ekipa z jego udziałem została zdyskwalifikowana. Po raz ostatni w zawodach lekkoatletycznych wystąpił na igrzyskach olimpijskich w Tokio, w ich ramach wziął udział w zawodach w konkurencji biegu rozstawnego 4 × 100 m – razem z kolegami z kadry swój udział zakończył w eliminacjach, trynidadzko-tobagijska sztafeta ukończyła zmagania na 5. miejscu w grupie z rezultatem czasowym 38,63 (później tę grupę przesunięto o pozycję wyżej po dyskwalifikacji za doping Chijindu Ujaha).

## Osiągnięcia
| Rok     | Zawody                                   | Miasto         | Miejsce | Konkurencja        | Wynik |
| ------- | ---------------------------------------- | -------------- | ------- | ------------------ | ----- |
| 2006    | Młodzieżowe mistrzostwa NACAC            | Santo Domingo  | 5.      | bieg na 100 m      | 10,42 |
| 2006    | Młodzieżowe mistrzostwa NACAC            | Santo Domingo  | DSQ H   | bieg na 200 m      | N/A   |
| 2006    | Młodzieżowe mistrzostwa NACAC            | Santo Domingo  | brąz    | sztafeta 4 × 100 m | 39,98 |
| 2007    | Mistrzostwa NACAC                        | San Salvador   | złoto   | bieg na 100 m      | 10,33 |
| 2007    | Mistrzostwa NACAC                        | San Salvador   | brąz    | sztafeta 4 × 100 m | 3,92  |
| 2007    | Igrzyska panamerykańskie                 | Rio de Janeiro | 7. H    | bieg na 100 m      | 12,06 |
| 2007    | Igrzyska panamerykańskie                 | Rio de Janeiro | 2. SF   | sztafeta 4 × 100 m | 39,02 |
| 2007    | Mistrzostwa świata                       | Osaka          | 8. QF   | bieg na 100 m      | 10,44 |
| 2008    | Mistrzostwa Ameryki Środkowej i Karaibów | Cali           | złoto   | sztafeta 4 × 100 m | 38,54 |
| 2008    | Igrzyska olimpijskie                     | Pekin          | srebro  | bieg na 100 m      | 9,89  |
| 2008    | Igrzyska olimpijskie                     | Pekin          | złoto   | sztafeta 4 × 100 m | 38,06 |
| 2009    | Mistrzostwa świata                       | Berlin         | 5.      | bieg na 100 m      | 9,93  |
| 2009    | Mistrzostwa świata                       | Berlin         | srebro  | sztafeta 4 × 100 m | 37,62 |
| 2011    | Mistrzostwa świata                       | Daegu          | 3. SF   | bieg na 100 m      | 10,20 |
| 2011    | Mistrzostwa świata                       | Daegu          | 6.      | sztafeta 4 × 100 m | 39,01 |
| 2012    | Igrzyska olimpijskie                     | Londyn         | 6.      | bieg na 100 m      | 9,98  |
| 2012    | Igrzyska olimpijskie                     | Londyn         | srebro  | sztafeta 4 × 100 m | 38,12 |
| 2013    | Mistrzostwa świata                       | Moskwa         | 5. SF   | bieg na 100 m      | 10,19 |
| 2013    | Mistrzostwa świata                       | Moskwa         | 7.      | sztafeta 4 × 100 m | 38,57 |
| 2014    | IAAF World Relays                        | Nassau         | srebro  | sztafeta 4 × 100 m | 38,04 |
| 2014    | Igrzyska Wspólnoty Narodów               | Glasgow        | 3. SF   | bieg na 100 m      | 10,19 |
| 2014    | Igrzyska Wspólnoty Narodów               | Glasgow        | brąz    | sztafeta 4 × 100 m | 38,10 |
| 2014    | Puchar interkontynentalny                | Marrakesz      | 8.      | bieg na 100 m      | 10,24 |
| 2014    | Puchar interkontynentalny                | Marrakesz      | złoto   | sztafeta 4 × 100 m | 37,97 |
| 2015    | IAAF World Relays                        | Nassau         | 7.      | sztafeta 4 × 100 m | 38,92 |
| 2016    | Igrzyska olimpijskie                     | Rio de Janeiro | 6. H    | bieg na 100 m      | 10,29 |
| 2016    | Igrzyska olimpijskie                     | Rio de Janeiro | DSQ     | sztafeta 4 × 100 m | N/A   |
| 2021    | Igrzyska olimpijskie                     | Tokio          | 5. H    | sztafeta 4 × 100 m | 38,63 |
| Źródło: |                                          |                |         |                    |       |

Sześć razy w karierze został mistrzem kraju (w latach 2009-2016), pięć tytułów mistrzowskich wywalczył na dystansie 100 m, szósty zaś zdobył w konkurencji biegu na 200 m. Ma również cztery tytuły mistrza NCAA, z czego jeden zdobył w ramach halowego czempionatu.

## Rekordy życiowe
- bieg na 100 m – 9,82 (21 czerwca 2014, Port-of-Spain)
- bieg na 200 m – 20,18 (30 maja 2008, Fayetteville)
- sztafeta 4 × 100 m – 37,62 (22 sierpnia 2009, Berlin)
- sztafeta 4 × 400 m – 3:05,69 (10 kwietnia 2010, Coral Gables)

Halowe
- bieg na 60 m – 6,51 (14 i 15 marca 2008, Fayetteville)
- bieg na 200 m – 21,30 (20 stycznia 2007, Albuquerque)

Źródło: 